# Aérodrome de Divo
L'aéroport de Divo est un aéroport desservant Divo en Côte d'Ivoire.